# Etty Hillesum

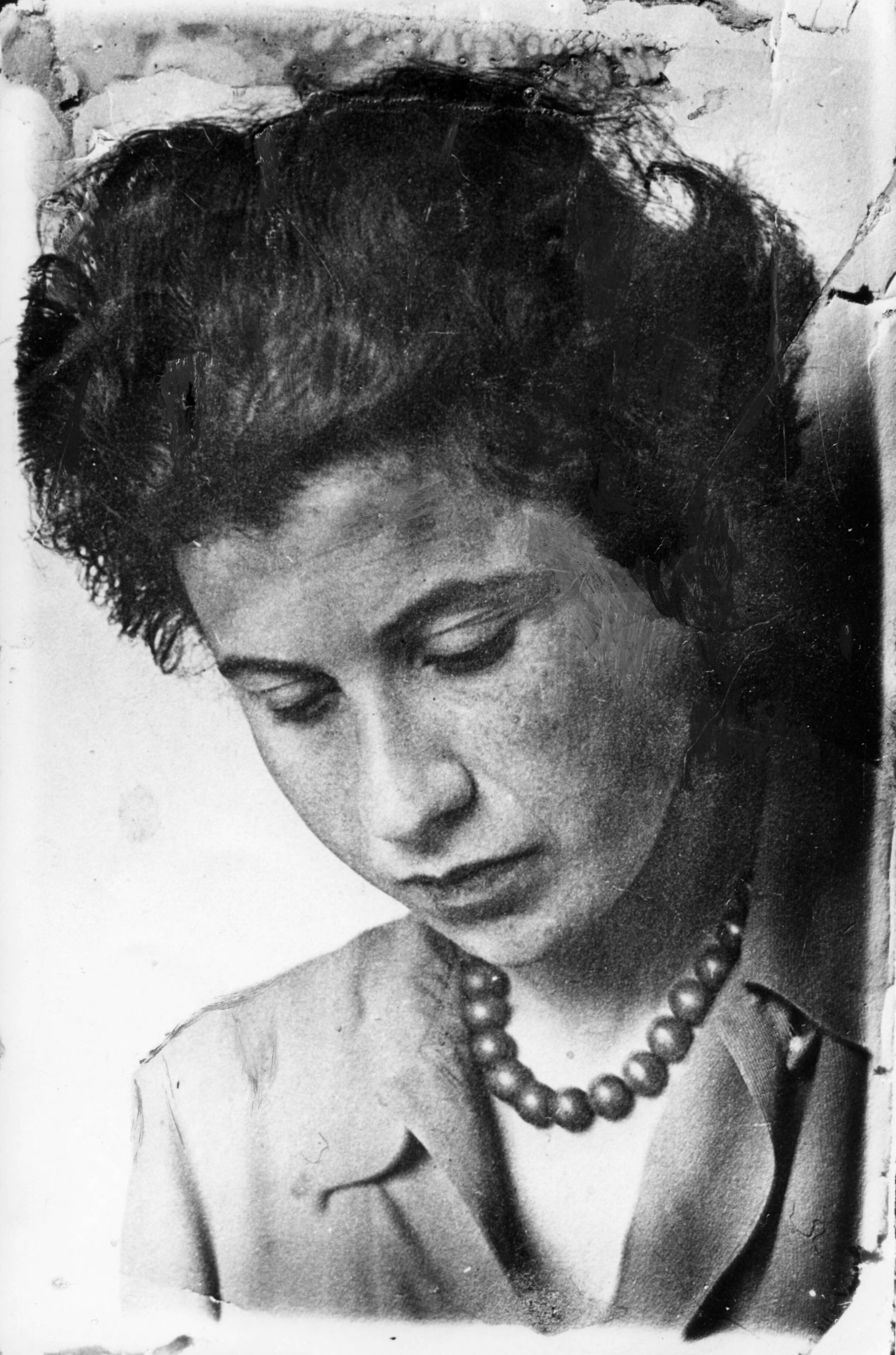
Etty Hillesum

Esther Hillesum foi uma jovem judia, cujos diários e cartas descrevem a vida em Amsterdã, durante a ocupação alemã. Nasceu a 15 de Janeiro de 1914, em Middelburg (Países Baixos).

## Vida e obra
Quando tinha 10 anos de idade, mudou-se com a família (os pais e os dois irmãos, Mischa e Jaap, ambos mais novos que ela) para Deventer. Rumou a Amesterdão, aos 18 anos de idade, para estudar Línguas Eslavas.
Em Fevereiro de 1941 conheceu o psicoquirologista Julius Spier, com quem iniciou tratamento. Tornaram-se amigos e amantes, apesar dos compromissos que tinham com outras pessoas e da grande diferença de idades — Etty tinha 27, Spier estava na casa dos 50. Spier esteve na origem do interesse que Etty desenvolveu pela psicologia, e também na sua aproximação a Deus (embora de origem judaica, a sua educação foi muito pouco orientada pelos preceitos da religião; o diálogo com Deus tornou-se mais intenso e frequente já na idade adulta). A 9 de Março de 1941 começou a escrever o primeiro de oito diários, onde encontramos as suas reflexões pessoais e sobre a humanidade (exercício influenciado pelas sessões de tratamento com Spier), a sua vida académica (onde sobressaem o interesse pelo estudo da língua russa e a leitura apaixonada da obra de Rainer Maria Rilke), o círculos de amigos e o seu testemunho da segunda Guerra Mundial em território holandês.
A 15 de Julho de 1942 começou a trabalhar como datilógrafa no Conselho Judaico (órgão burocrático criado pelos alemães para comunicar com a comunidade judaica), na secção de «Apoio aos convocados para transporte». Habituada ao trabalho acadêmico intelectualmente estimulante, enfastiava-se no Conselho Judaico, o que a impeliu, a par de outros funcionários do Conselho, a decidir voluntariar-se para prestar apoio no campo de trânsito de Westerbork (na província holandesa de Drenthe), onde muitos judeus trabalhavam e viviam (em barracas), antes de serem levados para os campos de concentração e extermínio. Partiu para esse campo em Agosto, não obstante ter regressado a Amsterdã numerosas vezes (numa delas para acompanhar os últimos dias de vida de Spier, que morreu de doença em Setembro de 1942). A última entrada do seu diário de que há conhecimento data de 13 de Outubro de 1942.
Em Setembro de 1943, Etty foi deportada para Auschwitz, vindo a falecer em Novembro desse ano.